# Gornje Rataje
Gornje Rataje (em cirílico: Горње Ратаје) é uma vila da Sérvia localizada no município de Aleksandrovac, pertencente ao distrito de Rasina, na região de Župa. A sua população era de 679 habitantes segundo o censo de 2011.

## Demografia
| 1948 | 1953 | 1961 | 1971 | 1981 | 1991 | 2002 | 2011 |
| ---- | ---- | ---- | ---- | ---- | ---- | ---- | ---- |
| 1101 | 1155 | 1113 | 1055 | 1004 | 964  | 769  | 679  |